# La movida madrileña
La movida madrileña (pl. „ruch/scena/hulanka madrycka”) – hiszpański ruch odnowy kultury i obyczajowości, który rozpoczął się w Madrycie pod koniec lat 70. XX wieku, po śmierci generała Franco i upadku jego dyktatury. Nazwa movida stanowi prześmiewcze nawiązanie do Movimiento Nacional – partii generała Franco.

## Chronologia
Ramy chronologiczne movidy nie są dokładnie określone. Jej powstanie wiąże się przede wszystkim ze śmiercią generała Franco 20 listopada 1975 roku i tym samym zakończeniem jego dyktatury, jednak już wcześniej, w początkach lat 70., istniało zjawisko, które można nazwać premovidą i działali artyści alternatywni, którzy mieli wpływ na późniejsze kształtowanie się movidy (m.in. Iván Zulueta i Javier Utray).
Za zasadniczy okres kształtowania się ruchu uznaje się lata 1977-1978, kiedy to doszło do wyborów powszechnych, legalizacji partii komunistycznej, rozwiązania Movimiento, uchwalenia konstytucji hiszpańskiej i ożywienia sceny rockowej, w tym organizacji I Konkursu Rockowego Villa de Madrid. Dla kształtowania się movidy, w tym dla utrwalenia się jej apolityczności, ważne znaczenie miał nieudany zamach stanu Antonia Tejero z 23 lutego 1981 roku, którego niepowodzenie pozwoliło na swobodny rozwój hiszpańskiej demokracji.
Szczytowy okres movidy przypadł na okres 1981-1985, w następnych latach ruch stopniowo zanikał, głównie z powodu jego komercjalizacji i urynkowienia, dokonującego się za sprawą mediów i organizatorów imprez, a także z powodu niechęci intelektualistów starszego pokolenia oraz wykorzystywania go w celach propagandowych przez polityków. Jednym z sygnałów zakończenia movidy było zamknięcie ważnego dla artystów klubu Rock-Ola w 1985, upadek małych, niezależnych wytwórni oraz przejście całego ruchu z undergroundu do działalności publicznej (m.in. wystawianie sztuki twórców movidy na wystawie Madrid, Madrid, Madrid w miejskim centrum kultury).

## Nazwa
Dokładna etymologia nazwy nie jest znana. Słowo movida może oznaczać „ruch” albo „scenę”, ale też kolokwialnie „zabawę” czy „hulankę”. Z kolei w slangu narkomanów używało się tego wyrazu na określenie czynności zakupu narkotyków, natomiast sformułowanie que movida było w Madrycie też używane kolokwialnie w znaczeniu odpowiadającemu polskiemu młodzieżowemu „ale jazda”. Nazwa movida stanowi też prześmiewcze nawiązanie do Movimiento Nacional – partii generała Franco. W okresie trwania movidy nazywanie kogoś jej członkiem bywało stosowane w znaczeniu pejoratywnym, a sami jej uczestnicy nie mieli potrzeby definiowania ruchu.
Publicznie określenia la movida madrileña użyto po raz pierwszy w 1980 roku w programie telewizyjnym Musical Espréss.

## Charakter ruchu
W ramach movidy doszło do odrzucenia kultury akademickiej i do żywiołowego rozwoju kultury popularnej, pojawienia się nowych trendów w modzie, muzyce, literaturze, sztukach plastycznych i kinie, inspirowanych m.in. londyńską kulturą neo-punk, popem, heavy metalem i tradycjami kultury hiszpańskiej. Popularnym środkiem artystycznym stały się wtedy kolaż i brikolaż; sztuka była związana z estetyką pop i zamierzonym kiczem.
Ruch był też związany z gwałtownymi zmianami obyczajowymi, opierającymi się m.in. na liberalizacji podejścia do narkotyków (stąd ruch nazywano często „subkulturą narkotyków”) i seksualności, afirmacji młodości i zabawowego stylu życia oraz generalnym odrzuceniu ograniczeń obyczajowych z czasów frankistowskich. Twórcy movidy demonstracyjnie ignorowali przeszłość, w tym rządy Franco, i dystansowali się od polityki. Charakterystyczne dla nich było także przekonanie, że role płciowe są płynne, w związku z czym chętnie przekraczali je za pomocą stroju i makijażu. Ponadto, podobnie jak artyści punkowi, odrzucali profesjonalizm w tworzeniu sztuki, najczęściej byli amatorami. W tworzeniu movidy znaczną rolę odegrało madryckie środowisko gejowskie, propagujące takie wartości jak tolerancja, żywiołowość, frywolność, twórcza energia i atmosfera zabawy.

## Przedstawiciele
Do artystów związanych z la movida należeli m.in. reżyser Pedro Almodóvar, performer Fabio de Miguel (Fanny McNamara), malarze Guillermo Perez i El Hortelano, duet malarski Costus, rysownik Ceesepe, projektantki mody Sybilla i Agatha Ruiz de la Prada, fotograf Alberto García Alix, osobowość telewizyjna Paloma Chamorro, fotograficzka Ouka Lele oraz  Maria Olvido Gara („Alaska”) i zespół Kaka de Luxe.

## Movida w przestrzeni miejskiej
Wśród członków ruchu popularnym miejscem madryckim był pchli targ Rastro, na którym można było znaleźć płyty i czasopisma związane z twórczością undergroundową, ale też przedmioty codzienne, które mogły być wykorzystywane do twórczości artystycznej. Było to też popularne miejsce nawiązywania przygodnych relacji seksualnych. Innym popularnym miejscem był klub Rock-Ola, którego zamknięcie w 1985 uważa się za jeden z symptomów zamierania movidy. Przedstawiciele ruchu bywali też często lub pomieszkiwali w mieszczącym się przy ulicy Palma 14 Casa Costus, domu malarzy z duetu Costus. Najważniejszymi czasopismami związanymi z movidą były „La Luna de Madrid”, „Madrid me Mata” i dotowany przez miasto „Madriz”.

## Movida w filmie
Atmosferę ruchu Pedro Almódovar oddał w swoich pierwszych filmach pełnometrażowych: Pepi, Luci, Bom i inne dziewczyny z dzielnicy oraz Labirynt namiętności. Środowisko movidy przedstawione zostało również w filmie Ivana Zuluety Arrebato, chociaż sam autor nie utożsamiał się z ruchem.